# Zosteria montana
Zosteria montana là một loài ruồi trong họ Asilidae. Zosteria montana được Daniels miêu tả năm 1987. Loài này phân bố ở miền Australasia.